# Генерал-фелдмаршал (Руска Империја)
Генерал-фелдмаршал (рус. генерал-фельдмаршал) био је војни чин I класе у Табели рангова Руске Империје од 18. вијека до 1917. године. Одговарао је чиновима генерал-адмирала у морнарици и државном канцелару и активном тајном савјетнику I класе у грађанској служби.
Често се фелдмаршалски чин почасно додељивао странцима који нису служили у руској армији. Од свих руских императора само се код Ивана VI Антоновича и Александра III Александровича није додељивао фелдмаршалски чин. Император Александар II Николајевич је носио фелдмаршалске ознаке, али није имао чин. Николај II Александрович је одбио да носи униформу са фелдмаршалским ознакама и задржао своју пуковничку униформу коју је носио у време владавине свог оца. Ова одлука није наишла на одобравање његових генерала, јер су они сматрали да тиме деградира свој положај и војску генерално.
Када је укинута Табела рангова (1917) једини живи генерал-фелдмаршал је био Никола Петровић Његош, краљ Црне Горе. Последњи руски генерал-фелдмаршал, Дмитриј Миљутин, умро је 1912. године.